# Хриссулаки-Влаху, Терпсихори
Терпсихори Хриссулаки-Влаху (греч. Τερψιχόρη Χρυσουλάκη-Βλάχου; 1926, Сития — 1944, тюрьма Айя) — греческая связистка, участница Второй мировой войны в составе Движения Сопротивления.

## Биография
Уроженка Крита. В 1941 году откликнулась на призыв королевского правительства вступать в ряды Движения Сопротивления на Крите. В монастыре Топлу работала оператором беспроводной связи, координируя действия партизан.
В июне 1944 года была арестована и брошена в тюрьму Айя, где и расстреляна. Перед смертью она написала на стене тюремной камеры послание:

Мне 18 лет, и я приговорена к смерти. Я жду расстрельную команду в любой момент. Слава Греции. Слава Криту!
Оригинальный текст (греч.)Είμαι 18 χρονών. Με καταδίκασαν σε θάνατο. Περιμένω από στιγμή σε στιγμή το εκτελεστικό απόσπασμα. Ζήτω η Ελλάδα. Ζήτω η Κρήτη!